# يامن حجلي
يامن حجلي (26 يوليو 1984-) ممثل، كاتب سيناريو، مخرج تلفزيوني سوري، مولود في 26 يوليو / تموز عام 1984، محافظة السويداء، خريج المعهد العالي للفنون المسرحية، اشتهر بين جمهور المراهقين السوريين بأداء شخصية (يزن) في مسلسل أيام الدراسة بأجزائه الثلاثة.

## حياته
ولد في مدينة السويداء لعائلة درزية لم يمتهن فيها أحد قبله الفن سواء التمثيل أو الإخراج أو الكتابة التلفزيونية والسينمائية، درس في مدارس السويداء، ثم انتقل إلى دمشق والتحق بالمعهد العالي للفنون المسرحية عام 2005. ارتبط بفنانة لم يصرح عن اسمها وانفصلا عام 2012، وفي عام 2016 طالته إشاعات بارتباطه بالممثلة هيا مرعشلي، لكنهما قاما بنفي الإشاعة.

## مسيرته الفنية
بدأ الحجلي عمله كممثل في عام 2008 وأول أدواره الجزء الثاني من مسلسل الحصرم الشامي، ثم تبعتها مشاركته في فيلم مطر أيلول عام 2009 ليكون بذلك أول أدواره السينمائية. حقق الشهرة الأكبر بشخصية يزن في مسلسل أيام الدراسة، حيث صار نموذجا لبعض المراهقين يقلدونه بعصبيته وتصرفاته. وفي مسلسل عناية مشددة برز اسمه ككاتب. أولى تجاربه الإخراجية كانت عام 2012 في مسلسل خلصت. لم ينتسب إلى نقابة الفنانين السوريين وقد صرح في مقابلة مع برنامج المختار في إذاعة المدينة إف إم بأنه رفض الانتساب لأنه لا يثق بقدرة النقابة على حماية الفنانين السوريين.

### التمثيل
بدأ حجلي عمله كممثل في عام 2008 بدورين غير رئيسيين في مسلسلين من البيئة الشامية هما: الحصرم الشامي الجزء الثاني، ومسلسل أولاد القيمرية الجزء الأول. وفي عام 2011 بدأ نجمه بالسطوع عندما شارك في مسلسل أيام الدراسة بشخصية يزن، ليحقق جماهيرية واسعة في أوساط المراهقين، إلى جانب أبطال العمل مثل طلال مارديني ومعتصم النهار. لكن لم يستمر حجلي مع هذا الفريق واعتذر عن المشاركة في مسلسل فتت لعبت. و كذلك شارك في المسلسل الشهير في باب الحارة بدور شخصية نسيم بالجزء السابع في عام 2015 و قام بدور شخصية شكري في الجزء العاشر عام 2019.

### الكتابة
بدأت مسيرة حجلي ككاتب في مسلسل عناية مشددة عام 2015 بالمشاركة مع علي وجيه، وهو مسلسل دراما اجتماعي يرصد بعض جوانب الحرب في سوريا، من إخراج أحمد إبراهيم أحمد، وبطولة عباس النوري، أيمن رضا، فادي صبيح، وشارك فيه حجلي نفسه كممثل بشخصية (هجرس) حيث يعيش قصة حب قلقة مع (ليا) التي أدتها مرام علي.
ثم تبعه بالمسلسل الجريمة الدرامي أحمر عام 2016 ، وشاركه في الكتابة علي وجيه، وهو من إخراج جود سعيد، وبطولة عباس النوري، سلاف فواخرجي، ديمة قندلفت، صفاء سلطان. أدى فيه حجلي نفسه دور النقيب عاصي.

## الأعمال

### الأعمال التلفزية

#### تأليف
خاض يامن الحجلي تجربة كتابة النصوص الدرامية مند 2015 مناصفة مع الكاتب علي وجيه، وقد شكّلا ثنائية ناحجة نتج عنها عدة مسلسلات سورية وهي:
- 2015 : عناية مشددة
- 2016 : أحمر
- 2019 : هوا أصفر
- 2021 : على صفيح ساخن
- 2022 : مع وقف التنفيذ
- 2024 : مال القبان
- 2024 : ولاد بديعة

#### تمثيل
- الحصرم الشامي، الجزء الثاني.
- أولاد القيمرية .
- أيام الدراسة، الجزء الأول والثاني  والثالث.
- وطن حاف.
- نساء من هذا الزمن.
- زمن البرغوت، الجزء الأول والثاني.
- باب الحارة، الجزء السابع.
- باب الحارة، الجزء العاشر.
- مع وقف التنفيد.
- ولاد بديعة.
- مال القبان.
- طوق البنات ؛بدور حمزة ابو العباس، جميع الاجزاء.

#### إخراج
- 2012 : خلصت

### السينما
- 2016 : أنا وأنت وأمي وأبي
- 2017 : طريق النحل

## روابط خارجية
- يامن حجلي في قاعدة بيانات الأفلام العربية